# 歯吸着音
歯吸着音（は きゅうちゃくおん）は、子音のひとつ。吸着音の中ではもっとも普通に見られる。
国際音声記号では縦棒1本[ǀ]で表わされる。かつては「t」を上下左右逆にした[ʇ]が用いられていたが、1989年に取り消された。

## 概要
まず舌尖と上の歯、および舌背と軟口蓋の2か所に閉鎖を作る。それから舌の中央および後ろを下げることにより、閉鎖された部分の気圧を下げる。その後に舌尖と上の歯の間の閉鎖を解放することで空気が急に口に入って吸着音が生成される。
言語音以外では、英語で「tsk tsk」と書かれる、不満を表す舌打ちに用いられる。
「歯吸着音」という名称はあまり正確でなく、実際には舌は上前歯および歯茎全体と接触する。
歯吸着音は本質的に軟口蓋音または口蓋垂音との二重調音であり、国際音声記号では[k͡ǀ]のように書くか、あるいはタイを省略して[kǀ]のように書くことができる。同様に帯気音は[kǀʰ]、有声音は[ɡǀ]、鼻音は[ŋǀ]のように書かれる。
ズールー語およびコサ語の正書法では「c」と書かれる（ch [kǀʰ], gc [ɡǀ], nc [ŋǀ]）。

## 言語例
- ズールー語：gcoba [ɡǀòːɓá] 「油を塗る」[5]
- コサ語：ukucola [ukúkǀola] 「細かく挽く」[4][6]
- ナマ語：[kǀoa] 「入れる」、[kǀʰo] 「音楽を演奏する」、[ŋ̥ǀʰo] 「押しこむ」、[ŋǀo] 「量る」、[kǀˀoa] 「音」[7]。